# Trymalium
Trymalium es un género de arbustos perteneciente a la familia Rhamnaceae.

## Taxonomía
Trymalium fue descrito por Eduard Fenzl y publicado en Enum. Pl.20, en el año 1858. La especie tipo es: Trymalium billardierei Fenzl.

## Especies seleccionadas
- Trymalium albicans Reisseck, endemic to Western Australia
- Trymalium angustifolium Reisseck, endemic to Western Australia
- Trymalium daphnifolium Reisseck, endemic to Western Australia
- Trymalium densiflorum Rye, endemic to Western Australia
- Trymalium elachophyllum Rye, endemic to Western Australia
- Trymalium ledifolium  Fenzl., endemic to Western Australia
- Trymalium litorale (Diels) Domin, endemic to Western Australia
- Trymalium monospermum Rye, endemic to Western Australia
- Trymalium myrtillus S.Moore, endemic to Western Australia
- Trymalium odoratissimum Lindl., endemic to Western Australia
- Trymalium spatulatum (Labill.) Ostenf., endemic to Western Australia
- Trymalium urceolare (F.Muell.) Diels, endemic to Western Australia
- Trymalium venustum Rye, endemic to Western Australia
- Trymalium wayi F.Muell. & Tate, endemic to South Australia